# روضه بل

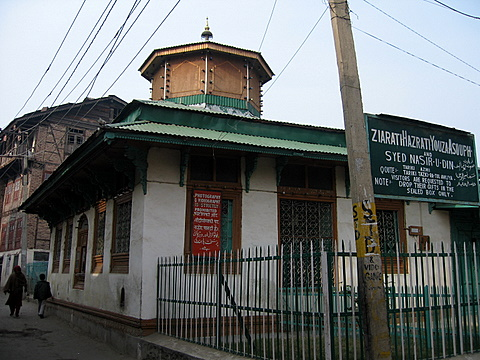

روضه بل (اردو: روضہ بل, کشمیری: شاردا: 𑆫𑆾𑆘𑇊𑆳 𑆧𑆬, دیواناگری: रोज़ा बल, نستعلیق: روضہ بل) زیارتگاهی است که در محله خنیار در مرکز شهر سرینگر در کشمیر، هند واقع شده است. مردم محلی معتقدند در این مکان حکیمی به نام یوز آصاف در کنار مرد مقدس مسلمان دیگر به نام میر سید نصیرالدین دفن شده است.